# Városház Galéria (Makó)
A Városház Galéria egy makói kiállítóhely, a Városháza, Csanád vármegye korábbi székházának földszinti aulájában működik.
A település önkormányzata 2001. május 3-án alapította a galériát azzal a céllal, hogy a városháza az elintézendő hivatali ügyek mellett a kultúra és a művelődés helyszínévé váljon. Benne évente átlagosan 12 alkalommal nyílnak - elsősorban helyi, valamint elszármazott alkotó képzőművészek és csoportok - egyéni és csoportos kiállításai. Minden év júniusában itt tekinthető meg a város és a makói kistérség településeinek fenntartásában működő Makó és Térsége Ifjúsági Művésztelep záró kiállítása is. Egy-egy kiállítás látogatóinak száma 60 és 100 fő között mozog.
Megnyitása óta a galériában több mint 140 kiállítást tekinthettek meg az érdeklődők; műfaj szerinti megoszlásban a grafika- és a festménykiállítások domináltak.